# Donnerska huset, Visby

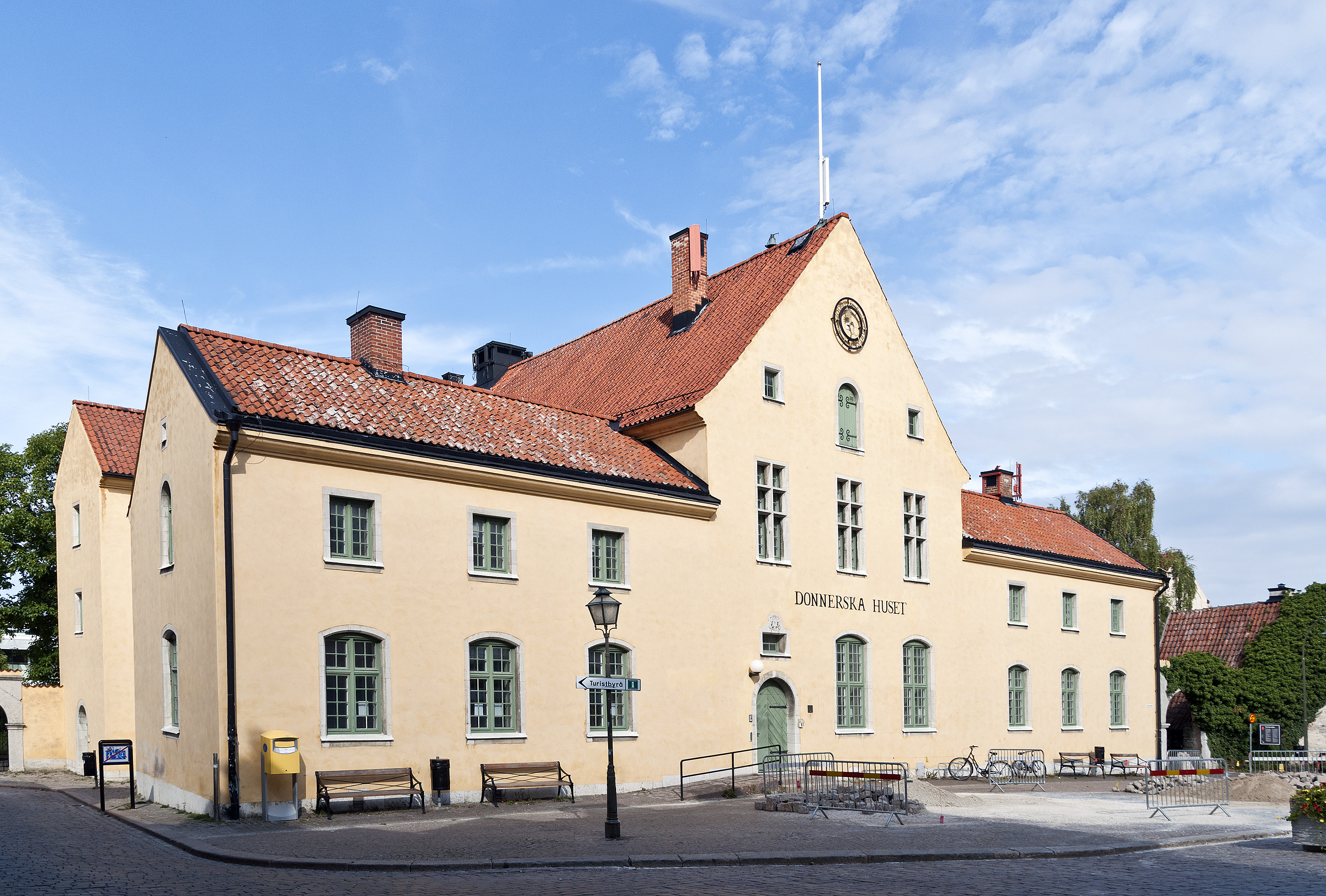
Donnerska huset vid Donners plats i Visby

Donnerska huset är en stenbyggnad från 1100-talet i Visby.
Byggnadens äldsta delar är från 1100-talet men har byggts om och ut under åren. Dess läge vid nuvarande Donners plats och närheten till hamnen, speciellt under medeltiden, gjorde den till en viktig byggnad för staden. Den anses ha stort kulturhistoriskt värde.
I Donnerska huset, som tidigare var ett posthus, fanns Sidas Östersjöenhet fram till 2009. Nu finns ett kontorshotell och kafé. och den 1 februari 2012 flyttade Gotlands Turistbyrå in. 
Namnet kommer av att handelshuset Donner hade sin verksamhet här under tre generationer.

## Historia

### Tidig medeltid
Den äldsta delen i det Donnerska huset uppfördes antagligen på 1100-talet som packhus, som omfattade den mittersta delen av den nuvarande byggnaden. Av det ursprungliga huset finns stora delar bevarade. Att huset byggdes innan Visbys ringmur vet man, dels tack vare arkeologiska undersökningar, och dels för att muren anlagts med en sväng ut mot hamnen, antagligen för att huset inte skulle hamna utanför muren.

### Nya flyglar byggs
Den nordöstra flygeln tillkom under 1500-talet. Under 1600-talet, och troligen innan också, beboddes huset endast av köpmän. År 1750 köpte Jürgen Hindrich Donner och hans hustru Anna Margaretha huset. Det namngavs sedan efter de. Paret lät på 1780-talet bygga två flyglar, en åt norr och en åt söder. Båda flyglarna hade två våningar vardera.

### Donnerska handelshuset
Donnerska handelshuset etablerades år 1746. Verksamheten skulle komma att drivas av tre generationer i etthundra år. Handelshuset köpte in tobak från en nystartad tobaksfabrik i Visby, men startade även rederi och exporterade flera olika gotländska produkter till Tyskland samt etablerade sig i kalkindustrin.
Efter det att Hindrich Donner dött tog hans fru Anna Margaretha Donner över verksamheten. Trots sina fem graviditeter skötte hon arbetet bra, och verksamheten växte rejält, och flera investeringar inom flera områden gjordes. När hon dog 48 år gammal tog hennes söner över huvudansvaret. Georg Mathias och Jakob Niklas, som sönerna hette, tog över verksamheten under ett nytt firmanamn, G. M. & J. N. Donner. Under deras ledning växte verksamheten ytterligare, och nu omfattade verksamheten kvarnar, bomullstyger samt porslin och glas. Under de båda brödernas ledning blev Donnerska handelshuset det största på Gotland och det tredje största i Sverige.
Efter de båda brödernas död tog Jakob Niklas son Georg Niclas över verksamheten tillsammans med sin partner Johannes Ihre. De fick dock ekonomiska problem och 1845 sattes handelshuset i konkurs. Rudolf Cramér, ingift i Donnerfamiljen, försökte ytterligare en gång, men förgäves.

### Renovering
Sveriges riksbank köpte fastigheten år 1902, och under det kommande året byggdes hela huset om, både exteriört och interiört med en medeltidsinspirerad stil. När huset hade byggts om 1903 kunde nya företag flytta in och verksamheten kom att omfatta en riksbank, post och telegraf. År 1911 sattes dessutom en klocka upp mot Donners plats.

### Posthuset
År 1934 köpte Postverket det Donnerska huset, och huset blev därefter kallat för Posthuset. Postverket anlitade arkitekten Erik Lallerstedt som fick i uppdrag att arbeta om huset. Lallerstedt tonade ner den medeltidsinspirerade stilen och gav huset det utseende den haft under 1700-och 1800-talet. Postens kontor fanns i huset till 1992, och år 1994 tog Postfastigheter AB över ägandet.

### Nutid
Länsstyrelsen förklarade huset som byggnadsminne 1995, och Gotlands kommun tog så småningom över huset. 2012 flyttade flera företag in i huset, bland annat turistbyrån på Gotland.